# Johann Christian Bach

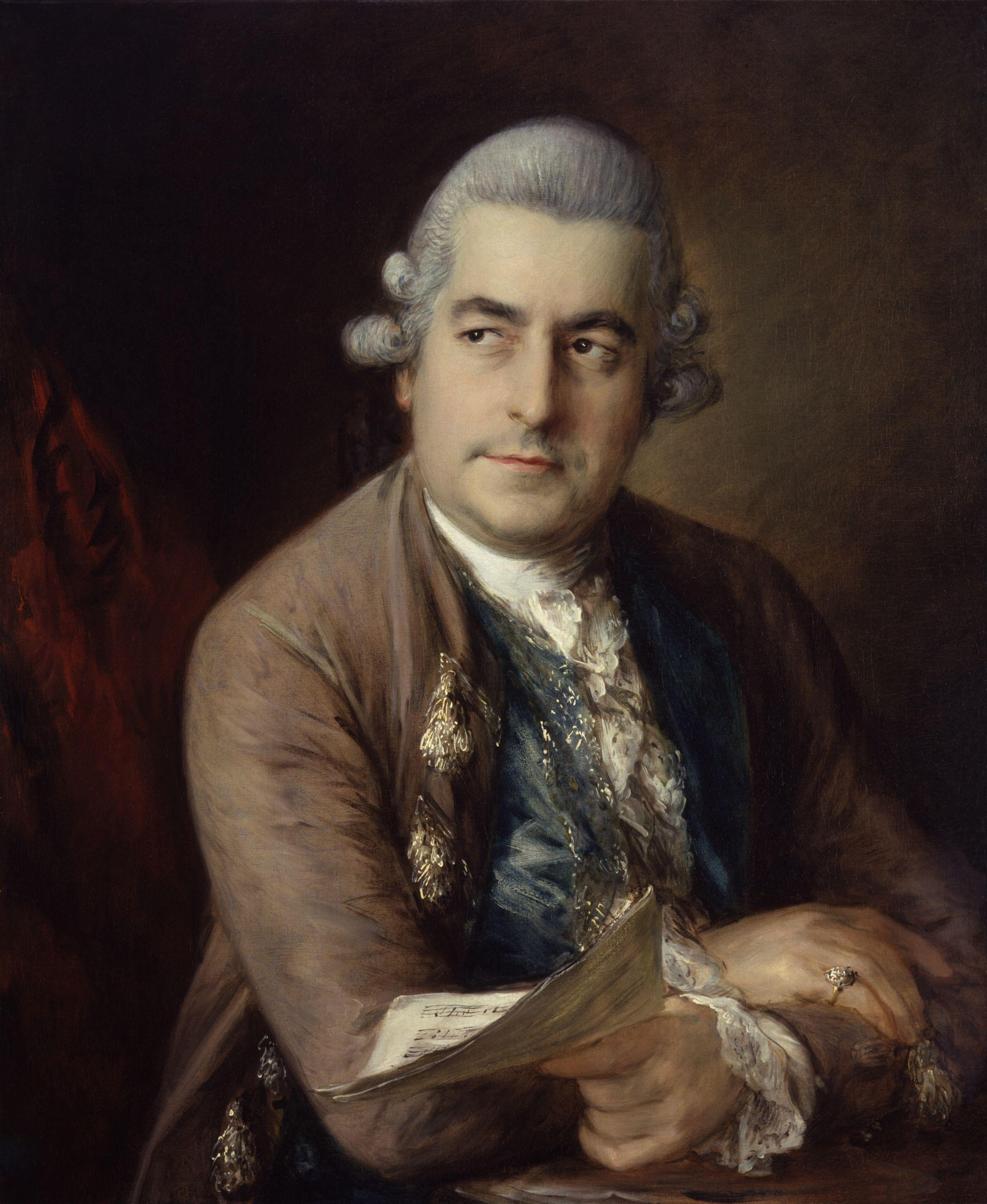
Johann Christian Bach, Gemälde von Thomas Gainsborough, 1776

Johann Christian Bach (Rufname Christian Bach, * 5. September 1735 in Leipzig; † 1. Januar 1782 in London) war ein deutscher Komponist der Vorklassik aus der Familie Bach, der als Mailänder Bach oder Londoner Bach bezeichnet wird. Er wurde als verkanntes Genie und als „Vater und Erfinder“ der Wiener Klassik bezeichnet. Er hatte insbesondere auf den Stil des jungen Mozart großen Einfluss.

## Leben

### Jugend und erste Ausbildung
Johann Christian Bach war der jüngste Sohn Johann Sebastian Bachs und das elfte von dreizehn Kindern aus dessen zweiter Ehe mit Anna Magdalena, geborene Wilcke. Seine ersten musikalischen Unterweisungen geschahen wohl durch seinen Vater, obwohl vermutlich auch Johann Elias Bach daran beteiligt gewesen sein könnte, der von 1738 bis 1743 im Bachschen Haushalt lebte und als Sekretär für seinen Großcousin tätig war. Johann Christian war offensichtlich ein „Liebling“ seines Vaters und erbte nach dessen Tod Ende Juli 1750 am 11. November 1750 drei Pedalclaviere im geschätzten Wert von je 50 Talern, Wäsche und 38 Taler Bargeld.

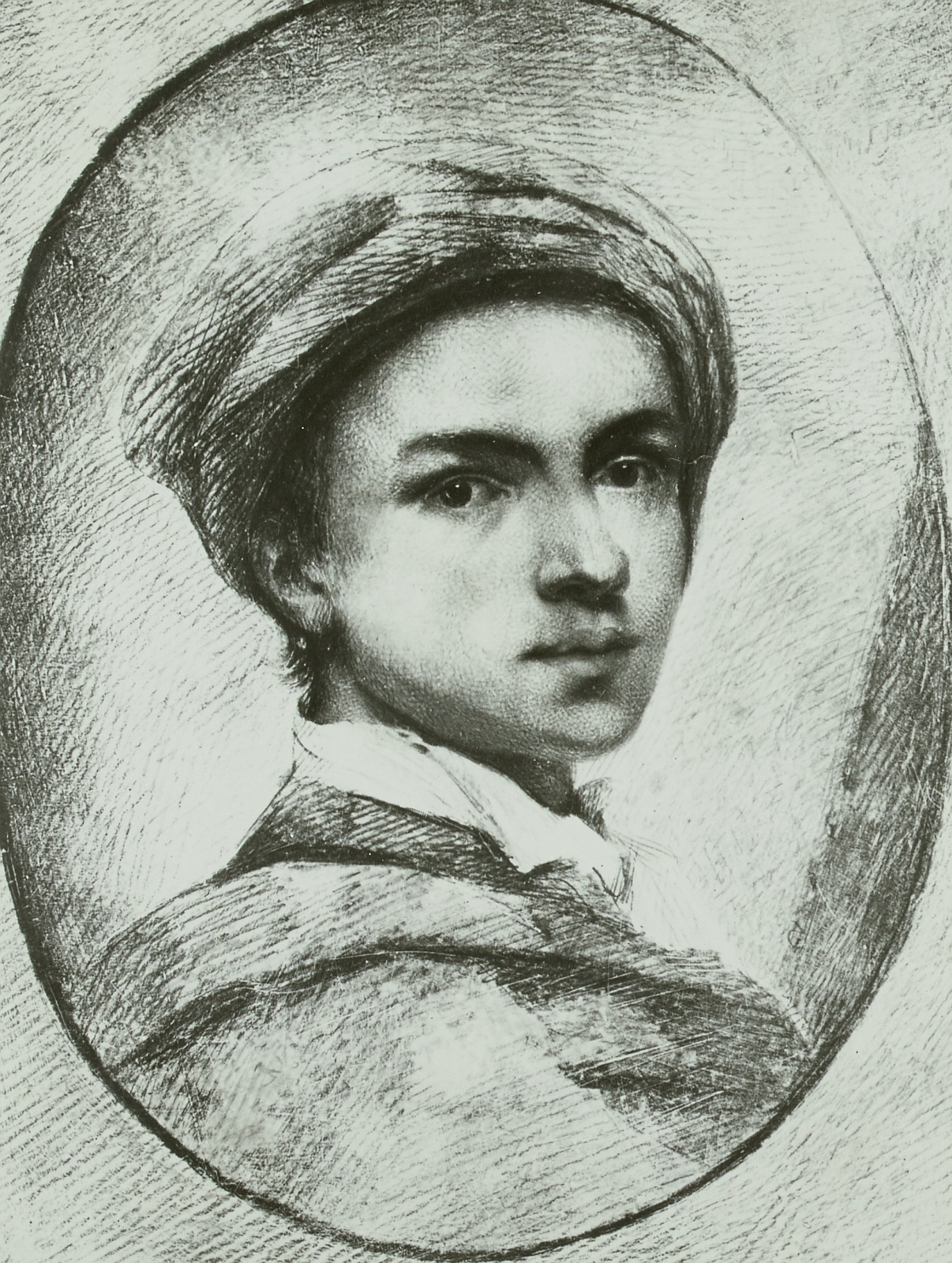
Jugendbildnis von Georg David Matthieu

Nach dem Tod des Vaters ging er 1750 zur Fortsetzung seiner musikalischen Ausbildung nach Berlin zu seinem Halbbruder Carl Philipp Emanuel Bach, der dort als wohlbestallter Kammercembalist des Königs Friedrich II. tätig war. Carl Philipp Emanuel bildete seinen Bruder zu einem vorzüglichen Clavierspieler aus, der mehrfach mit Beifall in Berlin konzertierte. Starke musikalische Eindrücke empfing Johann Christian auch von den Aufführungen der Berliner Königlichen Oper, die damals unter dem Hofkapellmeister Carl Heinrich Graun ihre Glanzzeit erlebte.

### Italien, 1755 bis 1762: Zwischen Kirche und Oper
1754 reiste Bach nach Italien und trat in Mailand in die Dienste des Grafen Agostino Litta. Wie die Verbindung zwischen ihm und dem Grafen zustande gekommen war, lässt sich nicht mehr genau rekonstruieren; möglicherweise spielten Kontakte der Berliner Hofmusiker dabei eine Rolle. Litta finanzierte seinem Schützling ein Kontrapunktstudium bei Padre Giovanni Battista Martini in Bologna. Bis 1760 komponierte Bach neben Instrumentalwerken für das Privatorchester seines gräflichen Gönners vor allem Kirchenmusik. Eine Messe, ein Dies irae (beide um 1757/58), ein doppelchöriges Magnificat (1758) und ein Te Deum (1759) fanden besonderen Beifall.
1760 wurde Bach zweiter Organist am Mailänder Dom, nachdem er zuvor zum Katholizismus konvertiert war (als Protestant hätte er dieses Amt nicht antreten können). Carl Philipp Emanuel nahm seinem Bruder diesen Bruch mit der Familientradition sehr übel und soll sich danach nur noch abfällig über ihn geäußert haben. Matthias Claudius berichtet in einem Brief an Heinrich Wilhelm von Gerstenberg über ein Gespräch mit Emanuel Bach in Hamburg, der bei dieser Gelegenheit gesagt habe: „Schobert ist hier auch bekannt; er ist ein Mann, der Kopfs hat, aber hinter seiner und meines Bruders itziger Komposition ist nichts.“
Neben seiner Tätigkeit als Kirchenmusiker knüpfte Bach auch Kontakte zur Opernszene. Bereits 1758 hatte er eine Einlagearie („Misero pargoletto“) für den Kastraten Filippo Elisi geschrieben, die dieser in der Oper Demofoonte von Giovanni Battista Ferrandini sang und stets wiederholen musste. Im Karneval 1761 führte Bach im Turiner Teatro Regio seine erste eigene Oper Artaserse auf. Sie muss gut angekommen sein, denn er erhielt sogleich den Auftrag, für das Teatro San Carlo in Neapel zwei neue Opern zu schreiben: Catone in Utica (4. November 1761) und Alessandro nell’Indie (20. Januar 1762).

### London, 1762 bis 1778
Der Erfolg dieser Werke machte Bach auch im Ausland bekannt. In London wurde die britische Königin Sophie Charlotte, eine geborene Prinzessin zu Mecklenburg-Strelitz, auf ihn aufmerksam und engagierte ihn als ihren persönlichen Musiklehrer. Im Mai 1762 ließ sich Bach vom Mailänder Domkapitel für ein Jahr beurlauben und kehrte nicht zurück, obwohl die Stelle für ihn offengehalten worden war. Er traf im Sommer 1762 in London ein und begann 1763 mit den sechs Cembalokonzerten op. 1 die Reihe seiner im Druck erschienenen Werke. Der Finalsatz des letzten Konzertes besteht aus Variationen über God save the King, eine Hommage an die Königsfamilie.
In London konnte Bach auch die Reihe seiner insgesamt zwölf Opern fortsetzen, hatte hiermit aber nur wechselnde Erfolge. 1763 war er gleich mit zwei Novitäten am King’s Theatre vertreten: Orione (19. Februar) und Zanaida (7. Mai). Nachdem er 1764 wegen Intrigen am Theater pausieren musste, erntete seine nächste Oper Adriano in Siria bei der Premiere am 26. Januar 1765 einen Misserfolg. Mehr Anklang fand Carattaco nach zweijähriger Opernpause am 24. Februar 1767. Daneben lieferte Bach Beiträge zu Pasticcio-Opern, wie sie damals auch in London beliebt waren. Für die britische Erstaufführung von Christoph Willibald Glucks Orfeo ed Euridice am 7. April 1770 steuerten Bach und Pietro Alessandro Guglielmi eine Reihe von Einlagearien bei. Am 22. März 1770 brachte Bach ebenfalls am King’s Theatre sein Oratorium Gioas re di Giuda heraus, hatte es aber schwer, sich damit neben den Oratorien von Händel zu behaupten, der in Großbritannien bereits als „Klassiker“ verehrt wurde. Als Bach in der Pause der Aufführung ein Orgelkonzert spielte, wie auch Händel dies seinerzeit getan hatte, wurde er vom Publikum ausgezischt. Einem Zeitungsbericht zufolge wurde seine Spielweise als „der Orgel nicht gemäß“ empfunden.
Große Erfolge konnte Bach jedoch als Konzertunternehmer verbuchen. Gemeinsam mit dem Komponisten und Gambenvirtuosen Carl Friedrich Abel, mit dem er zeitweilig eine Wohnung teilte, begründete er die „Bach-Abel Concerts“, die ersten Londoner Abonnementskonzerte, die 17 Jahre lang zu den beliebtesten Veranstaltungen im Gesellschaftsleben Londons zählten. Das erste Konzert der Reihe fand am 29. Februar 1764 statt, das letzte am 9. Mai 1781. Bach und Abel brachten dabei jeweils ihre neuesten Sinfonien und Solokonzerte zu Gehör, außerdem standen Auszüge aus Opern und sogar geistliche Chorwerke auf dem Programm. Auch seine schon in Berlin begonnene Pianistenkarriere nahm Bach in London wieder auf. Am 2. Juni 1768 spielte er in einem Konzert des Oboisten Johann Christian Fischer ein „Solo auf dem Pianoforte“ und stellte damit das von Johannes Zumpe erbaute Instrument erstmals dem britischen Publikum vor.
Von besonderer musikhistorischer Bedeutung ist die Begegnung mit Leopold und Wolfgang Amadeus Mozart, die 1764 und 1765 in London weilten. Im April 1764 musizierten Bach und der achtjährige Mozart erstmals gemeinsam. Leopold Mozart empfahl seinem Sohn die gefälligen Kompositionen Bachs ausdrücklich zur Nachahmung. Stilistische Einflüsse des Londoner Bachs lassen sich bereits in Mozarts ersten Londoner Sinfonien nachweisen und noch bis in seine reifsten Werke weiterverfolgen. Den Tod Bachs beschrieb Mozart in einem Brief an seinen Vater als „Verlust für die musikalische Welt“.
Den äußeren Höhepunkt von Bachs Karriere bedeutete die Aufführung der Oper Temistocle am 5. November 1772 am Hoftheater in Mannheim auf Einladung des Kurfürsten Karl Theodor. Nach seiner Rückkehr nach London heiratete Bach wahrscheinlich im Frühjahr 1774 die italienische Opernsängerin Cecilia Grassi, die seit 1766 als Primadonna in London engagiert war. Die zweite für Mannheim geschriebene Oper war Lucio Silla (4. und 20. November 1775, 20. November 1776) nach einem Libretto von Giovanni de Gamerra (bearb. von Mattia Verazi), das Mozart bereits 1772 für Mailand vertont hatte. Die Partitur hielt Mozart bei seinem Aufenthalt 1778 in Mannheim in den Händen und verteidigte sie gegen Abbé Voglers Schmähung. Mit der Premiere von La clemenza di Scipione durfte Bach am 4. April 1778 im King’s Theatre noch einmal einen großen Erfolg erleben. Das Werk wurde in der folgenden Spielzeit wiederaufgenommen und noch 1805 posthum mit großem Erfolg neu inszeniert.
Im gleichen Jahr 1778 traf Wilhelm Friedrich Ernst Bach (der Sohn von Johann Friedrich) in London ein, um Unterricht bei seinem Onkel zu nehmen.

### Letzte Jahre
1779 wurde Bach nach Paris eingeladen, um an der Académie Royale de Musique eine neue Oper aufzuführen. Amadis de Gaule, nach einem bereits von Jean-Baptiste Lully unter dem Titel Amadis vertonten Libretto von Philippe Quinault, fiel am 14. Dezember 1779 durch. Dafür verantwortlich gemacht wurde die dramaturgisch ungeschickte Bearbeitung, die der Artillerieoffizier de Vismes an Quinaults Text vorgenommen hatte. In Paris begegnete Bach Wolfgang Amadeus Mozart wieder, den er nach Mozarts eigener Aussage (Brief an den Vater vom 27. August 1779) wie einen alten Freund begrüßte. Bach war 1762 in die Freimaurerloge Nine Muses No. 235 in London aufgenommen und hatte den jungen Mozart bei dessen Besuch in London für die Ideen des Freimaurerbundes begeistert.
Nach 1779 begann sein Stern zu sinken. Es wird berichtet, einer seiner ehemaligen Schüler, der Pianist und Komponist Johann Samuel Schroeter, soll Bach seinerseits dessen Klavierschüler abgeworben und ihn damit um eine wichtige Einnahmequelle gebracht haben. Auch der Zulauf zu den Bach-Abel-Konzerten ließ allmählich nach. Die daraus entstehenden finanziellen Schwierigkeiten zwangen Bach, in den Londoner Vorort Paddington umzuziehen. Hinzu kam sein sich rapide verschlechternder Gesundheitszustand, der Bach veranlasste, am 14. November 1781 sein Testament aufzusetzen. Er starb am 1. Januar 1782 in Paddington und wurde am 6. Januar 1782 auf dem Friedhof von St. Pancras Old Church in London beigesetzt. Die Königin übernahm die Begräbniskosten und gewährte Bachs Witwe eine lebenslange Rente von jährlich 200 Pfund sowie 100 Pfund für die Heimreise nach Italien.

## Bedeutung
Bachs Kirchenmusik, die neben origineller Erfindungsgabe sein bei Padre Martini erworbenes technisches Können zeigt, und besonders seine italienischen Opern sind typisch für die „neu-neapolitanische Schule“. Er ist der einzige der Bach-Söhne, von dem Opern überliefert sind. Der für den kurfürstlichen Hof in Mannheim geschriebene Temistocle steht mit der Einbeziehung von Chören und selbstständigen Orchesterstücken den Opern von Niccolò Jommelli und Tommaso Traetta nahe. Am Ende des zweiten Aktes sind mehrere aufeinanderfolgende Solo- und Ensemblesätze durch fließende Übergänge zu einem durchkomponierten Aktfinale verbunden. Solche Finales waren in der heiteren Opera buffa bereits allgemein üblich, in der ernsten Opera seria bedeuteten sie damals noch eine Neuheit.
Die gesangliche Schreibweise des italienischen Belcanto übertrug Bach auch auf die Sinfonie und die Klaviersonate und schuf sich damit einen eigenen, persönlich gefärbten Stil. Die schwungvoll-elegante Melodik der Eröffnungssätze seiner Sinfonien und Sonaten wurde als „singendes Allegro“ zu einem Markenzeichen des galanten Stils. Bachs Sinfonien bestehen meist aus drei Sätzen: einem schnellen Satz in Sonatenhauptsatzform, einem langsamen Satz als lyrischem Ruhepunkt und einem tänzerisch bewegten Finale. Eine besondere Stellung in der Reihe von Bachs Sinfonien nimmt die Sinfonie g-Moll op. 6 Nr. 6 ein, die einzige in einer Molltonart. Sie bedient sich der Sprache des musikalischen Sturm und Drang (leidenschaftlich erregter Gestus, scharfe dynamische Kontraste auf engstem Raum) und gilt als eines der am persönlichsten wirkenden Werke ihres Komponisten, der sonst meistens auf weltmännische Eleganz bedacht war.
Eine flüssige und fein geschliffene Schreibweise prägt auch Bachs Kammermusik, unter der die Herzog Carl Theodor gewidmeten sechs Quintette op. 11 (für Flöte, Oboe, Violine, Viola und Violoncello) am bekanntesten sind. Eine ungewöhnliche Instrumentierung findet sich in einem 1783 veröffentlichten Sextett für Tasteninstrument, Oboe, Violine, Violoncello und zwei Hörner, als dessen Verfasser lange Johann Christoph Friedrich Bach galt, das jedoch in einer in Krakau aufgefundenen Partitur in dessen Handschrift Johann Christian Bach zugeschrieben wird. Besonders bemerkenswert ist der langsame Satz, mit einem leidenschaftlichen Mittelteil in einer Molltonart.

## Gedruckte Werke
- Op. 1: Six Concertos pour le Clavecin, ou Harpe, deux Violons, et un Violoncelle (London, 1763; Paris, ca. 1769)
- Op. 2: Six Sonates pour le Clavecin accompagnées d’un Violon ou Flute traversiere (London, 1764; Amsterdam, ca. 1770; London, ca. 1785; Manuskript, 1750er Jahre)
- Op. 3: Overture im Sammeldruck The Periodical Overtures in 8 Parts (London, 1763)
- Op. 3: Six Simphonies à deux Violons, deux Hautbois, deux Cors de Chasse, alto viola et Basse (London, 1765)
- Op. 4: 6 Canzonette
- Op. 5: Six Sonatas for the Piano Forte or Harpsichord (London, 1765)
- Op. 6: Six Canzonets (London)
- Op. 6: 6 Sinfonien
- Op. 7: Six Concertos for the Harpsichord or Piano Forte with Accompanyments for two Violins & a Violoncello (Amsterdam, 1770; London, ca. 1775)
- Op. 8: Six Quartettos for a German Flute, Violin, Tenor and Violoncello (London, 1770; Amsterdam, ca. 1780)
- Op. 8: Six Simphonie periodique a 8 Instruments, deux Violons, Taille, et Basse, deux Hautbois, et deux Cors de Chasse (Amsterdam)
- Op. 9: Trois Simphonies à deux Violons, Taille & basse, deux Flûtes ou Hautbois et deux Cors de chasse (Den Haag, 1773; London)
- Op. 10: Six Sonatas for the Piano Forte or Harpsichord (London, ca. 1785)
- Op. 11: Six Quintettos for a Flute, Hautboy, Violin, Tenor & Bass (London, ca. 1774; Amsterdam; Paris/Lyon/Brüssel)
- Op. 12: 6 Sinfonien (verloren)
- Op. 13: Six Concertos for the Harpsichord or Piano Forte, with Accompaniments for two Violins and a Bass, two Hautboys and two French Horns ad Libitum (London, 1777)
- Op. 14: 1 Concerto für Cembalo oder Hammerklavier
- Op. 15: Four Sonatas and two Duetts (1778)
- Op. 16: Six Sonates pour le Clavecin ou Piano Forte, avec Accompagnement d’un Violon ou Flute (Berlin, ca. 1780; London, ca. 1785)
- Op. 17: Six Sonatas for the Harpsichord or Piano Forte (London, ca. 1780; Paris)
- Op. 18: Four Sonatas and two Duetts for the Harpsichord or Piano Forte with an Accompanyment for a German Flute or Violin (London)
- Op. 18: Deux Sinfonies à grande Orchestre (Amsterdam, 1785)
- Op. 19: Four Quartettos (1784)
- Op. 22: Two Quintets for the Harpsichord or Piano-Forte accompanied with a Violin, Oboe, Flûte, Tenor and Violoncello obligato (London, ca. 1780)